# Pomnik Saławata Jułajewa w Ufie
Pomnik Saławata Jułajewa w Ufie (ros. Памятник Салавату Юлаеву) – pomnik konny w Ufie, w Rosji. Został odsłonięty 17 listopada 1967 roku. Jego autorem jest Sosłanbiek Tawasijew. Pomnik przedstawia bohatera narodowego Baszkirów, Saławata Jułajewa. Wzniesiony został niedaleko centrum miasta, na skraju klifu nad rzeką Biełą. Jest jednym z głównych symboli Ufy.

## Historia
Podczas wielkiej wojny ojczyźnianej artysta-rzeźbiarz Sosłanbiek Tawasijew został ewakuowany do Baszkirii. Tam poznał legendę o baszkirskim bohaterze narodowym, Saławacie Jułajewie. Po wojnie rzeźbiarz postanowił stworzyć pomnik bohatera na koniu. Tworzenie pomnika zajęło wiele lat. Tawasijew pracował nad nim we wsiach Abramcewo i Achtyrka (obie niedaleko Chot´kowa w obwodzie moskiewskim). W opuszczonej cerkwi w Achtyrce artysta stworzył gipsowy model pomnika, który ukończył w 1963 roku. Model został przedyskutowany z moskiewskimi ekspertami i uzyskał akceptację Ministerstwa Kultury. Następnie model przewieziono do Ufy, gdzie został zaprezentowany w Baszkirskim Teatrze Opery i Baletu. Po konsultacjach z mieszkańcami dokonano końcowych poprawek. Pomnik odlano w ciągu półtora miesiąca w zakładach Monumientskulptura w Petersburgu (wówczas Leningrad). Początkowo postulowano ustawienie pomnika w samym centrum Ufy, ale ostatecznie wybór padł na wysoki klif nad brzegiem Biełej, w pobliżu centrum miasta. Uroczystego odsłonięcia dokonano 17 listopada 1967 roku. Za stworzenie pomnika Sosłanbiek Tawasijew został uhonorowany kilkoma nagrodami, m.in. Nagrodą Państwową ZSRR w 1970 roku.

## Opis
Pomnik wykonany jest z brązu i wsparty stalową ramą, a jego masa wynosi 40 t. Osadzono go na żelbetowym piedestale, obłożonym granitowymi płytami. Obiekt stoi na skraju wysokiego klifu. Wysokość pomnika wynosi 9,8 m (wraz z piedestałem 14 m). Przedstawia on baszkirskiego bohatera narodowego Saławata Jułajewa na koniu, z ręką uniesioną w zapraszającym geście, sugerującym towarzyszom przejście na stronę Pugaczowa. Jest to największy pomnik konny w Rosji, a także jeden z symboli Ufy i atrakcja turystyczna. Wizerunek pomnika znalazł się m.in. w godle Baszkortostanu.